# Medicina pré-histórica

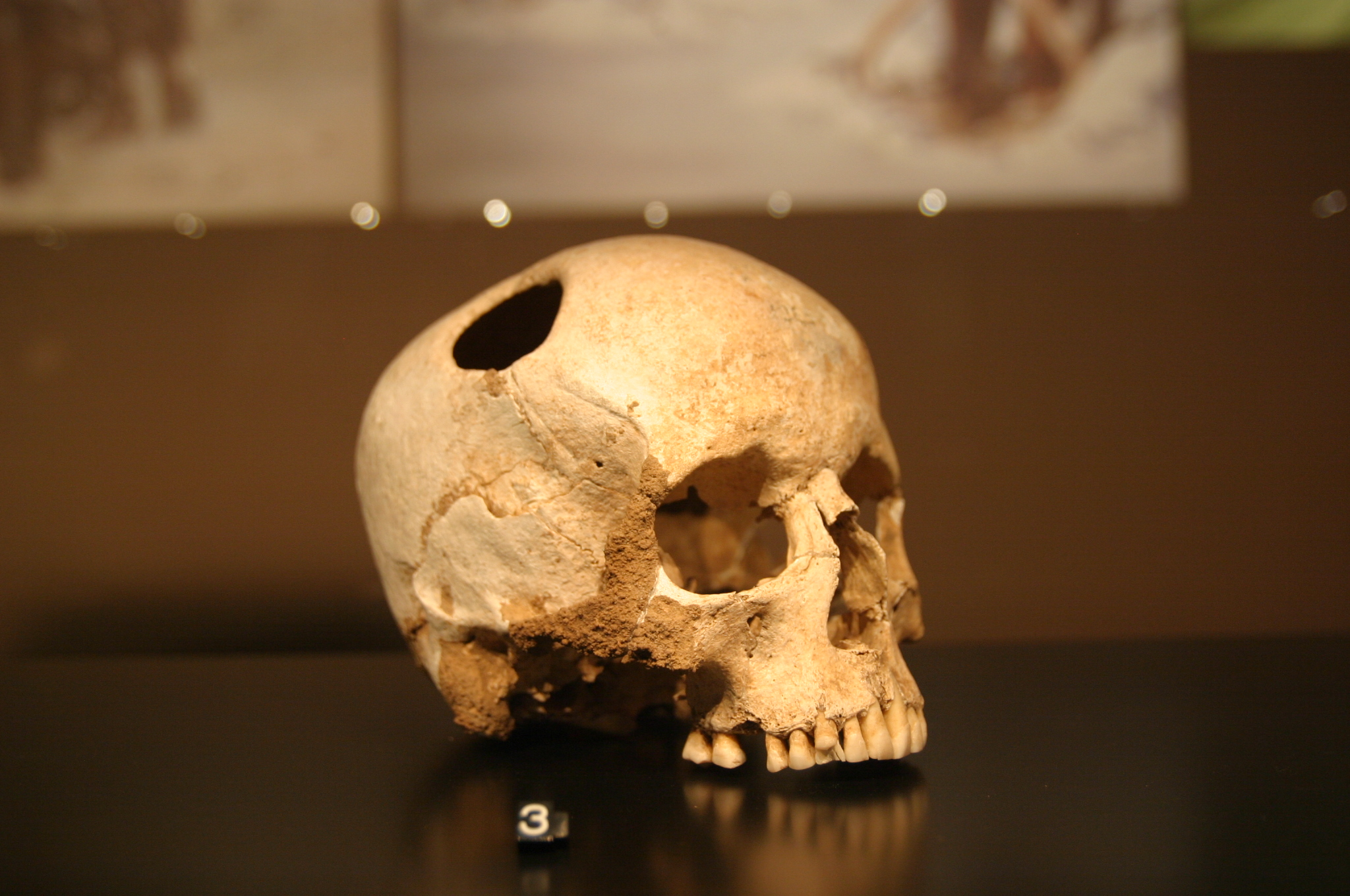
Um crânio mostrando evidências de trepanação

Medicina pré-histórica é qualquer uso da medicina antes da invenção da escrita e da história documentada da medicina. Devido ao momento da invenção da escrita por cultura e região, o termo "medicina pré-histórica" abrange uma ampla gama de períodos e datas.
O estudo da medicina pré-histórica baseia-se fortemente em artefatos e restos humanos, e na antropologia. Povos anteriormente isolados e alguns povos indígenas que vivem de maneira tradicional têm sido objeto de estudos antropológicos para obter informações sobre práticas contemporâneas e antigas.

## Odontologia
Arqueólogos em Mergar, na província de Baluchistão, no atual Paquistão, descobriram que o povo da civilização do Vale do Indo desde os primeiros períodos de Harapa (c. 3300 a.C.) tinha conhecimento de medicina e odontologia. O antropólogo físico que realizou os exames, o professor Andrea Cucina, da Universidade do Missouri, fez a descoberta quando estava limpando os dentes de um dos homens. Pesquisas posteriores na mesma área encontraram evidências de dentes perfurados datando de 7.000 a.C.